# Discretitheca nepalensis
Discretitheca nepalensis là một loài thực vật có hoa trong họ Hoa môi. Loài này được (Moldenke) P.D.Cantino mô tả khoa học đầu tiên năm 1988 publ. 1999.